# نيل كامبل (عالم)
نيل كامبل (بالإنجليزية: Neil A. Campbell)‏ ولد (17 أبريل 1946 - 21 أكتوبر 2004) هو عالم أحياء أمريكي أشتهر بكتاب الأحياء كامبل، نشر كتابه لأول مرة سنة 1987، وما زال ينشر بعد وفاته بواسطة جين ريس (بالإنجليزية: Jane Reece)‏ وآخرون.
عنوان كتاب كامبل يحظى بشعبية في جميع أنحاء العالم ويستخدم من قبل أكثر من 500,000 طالب في مراحل الثانوية العامة والكليات والجامعات.

## حياته
ولد نيل عام 1946 في كولفر سيتي في ولاية كاليفورنيا، وأنهى دراسته الثانوية فيها سنة 1963، ثم أكمل درجة البكالوريوس في الأحياء سنة 1967 من جامعة كاليفورنيا، ثم حصل على درجة الماجستير في علم الحيوان من جامعة كاليفورنيا، لوس أنجلوس، وبعدها حصل على درجة دكتوراه في علم النبات من جامعة كاليفورنيا، ريفرسايد عام 1975.
وقام كامبل بالتدريس لمدة 30 عاماً في جامعة كورنيل وكلية بومونا وجامعة كاليفورنيا، ريفرسايد وكلية سان برناردينو فالي.

## الدراسات والإكتشافات
قام نيل كامبل بدراسات على النباتات الصحراوية والنباتات الساحلية، وعمل بحوثاً على النباتات المتكيفة مع الملوحة ودرجة الحرارة ودرجة الحموضة (PH).
بالإضافة لذلك عمل بحوثاً على نبات ميموزا وعمل على البقوليات أيضاً.

## الجوائز
- جائزة الأستاذ المتميز عام 1986 من كلية من كلية سان برناردينو.
- جائزة الخريج المتميز عام 2001 من جامعة كاليفورنيا، ريفرسايد.[2]

## وفاته
توفي كامبل 21 أكتوبر2004 بسبب أزمة قلبية، وذلك بعد الانتهاء من الطبعة السابعة من كتاب كامبل للأحياء.